# Герб Кировска
Герб Кировска утверждён решением исполкома городского Совета депутатов трудящихся 14 ноября 1969 года (протокол № 15).
Датой основания города Кировска Мурманской области считается 31 декабря 1929 года, когда был образован рабочий посёлок Хибиногорск. 30 октября 1931 года постановлением ВЦИК Хибиногорск получил статус города. 17 декабря 1934 года город был переименован в Кировск, в честь советского партийного и государственного деятеля С. М. Кирова.

## Описание герба
Щит четверочастный: червлень, золото, золото, лазурь. В первом поле три золотых колоса, в четвёртом поле два скрещенных золотых отбойных молотка. В верхней части щита название города.
Описание символики: Отбойные молотки обозначают добычу апатитов, а колосья — сельское хозяйство.
Авторы герба: Виктор Семёнович Носкович, Игорь Никитович Струков.